# Улица Мукусалас
Улица Му́кусалас (латыш. Mūkusalas iela) — улица в Земгальском предместье города Риги, в исторических районах Торнякалнс и Зиепниеккалнс. Пролегает по левому берегу протоков Даугавы — Маза-Даугава и Биекенгравис — в юго-восточном и южном направлении, от Каменного моста до улицы Баускас, продолжаясь далее как улица Зиепниеккална. Общая длина улицы Мукусалас составляет 4081 метр.

## Транспортное значение
Улица Мукусалас на всём протяжении асфальтирована; движение двустороннее, по двум полосам в каждом направлении. Почти на всём своём протяжении улица имеет две раздельные проезжие части.
Улица имеет развязки в двух уровнях с бульваром Узварас, Железнодорожным мостом, Карля Улманя гатве (здесь же устроен ротационный круг Мукусалас). Пересекает канал Килевейна-гравис, а на ротационном круге имеется два моста через Биекенгравис.
От начала улицы до развилки с Карля Улманя гатве по улице Мукусалас проходит маршрут автобуса № 10, а от начала до поворота на ул. Лайву — также маршрут троллейбуса 27 и автобуса 26. По улице также проходят отдельные рейсы троллейбусных маршрутов 14 и 17, следующие через Островной мост во 2-й троллейбусный парк на улице Елгавас или из него.
От ротационного круга до конца улицы Мукусалас она является частью государственной автодороги A7.

## История
Улица Мукусалас проложена по одной из дамб, устроенных во второй половине XVIII века по проекту Густава фон Вейсмана. Показана на планах Риги 1840-х и 1850-х годов. В списках улиц города Риги улица Мукусалас впервые упоминается в 1861 году под своим сегодняшним названием (рус. Мукенгольмская улица, нем. Muckenholmsche Strasse).
Первоначально улица пролегала от улицы Акменю до улицы Делю — в пределах бывшего острова Мукусала, от которого и получила название. Чуть позже было проложено продолжение улицы после перекрёстка с ул. Делю, первоначально называемое Большой Бенкенгольмской улицей (нем. Grosse Bönkenholmsche Strasse, латыш. Lielā Benķusalas iela), а в 1885 получившее название Оскаровская улица (нем. Oskarstrasse, латыш. Oskara iela), в честь парохода «Оскар» — первого парохода, зашедшего в Рижский порт в 1830 году.
Часть набережной от улицы Акменю до дамбы AB в первой половине XX века именовалась Klīversalas krastmala (Клеверсальская набережная); она была построена в 1886—1887 годах как часть дамбы AB и позднее срослась с берегом. В 1960-е годы этот участок набережной был благоустроен с облицовкой серым гранитом и получил название Kārļa Ziediņa krastmala (набережная Карла Зиедыня) — в честь члена Реввоенсовета Балтийского флота, начальника управления по морским делам Советской Латвии (1919), погибшего 22 мая 1919 года на левом берегу Даугавы в сражении с войсками фон дер Гольца. Однако это название набережной не вошло в широкое употребление. В настоящее время ряд источников относит этот участок к улице Кугю.
В 1950 году улицу Мукусалас переименовали в улицу Радиотехникас, поскольку рижский радиозавод «Radiotehnika» размещался в то время здесь, в доме № 41. В 1954 году улица Оскара была присоединена к улице Радиотехникас. В последующем улица Радиотехникас была продлена: в 1960-е годы — до ул. Скайсткалнес, а в 1970-е — до ул. Баускас.
В 1990 году улице Радиотехникас вернули её историческое название — улица Мукусалас.
С начала XXI века район улицы Мукусалас переживает активное коммерческое развитие. Планируется также благоустройство набережной Даугавы и интеграция с реконструируемым районом улицы Елгавас и проектируемой новой станцией Торнякалнс на линии Rail Baltica.

## Застройка
В 1920-х и 1930-х годах на улице располагалось несколько промышленных предприятий, 5 продовольственных магазинов, винный магазин и фотоателье. В настоящее время застроена главным образом промышленными и коммерческими строениями; жилая застройка представлена отдельными зданиями, преимущественно малоэтажными.
Поскольку улица является набережной и застроена только с одной стороны, то большинство домов на ней имеет нечётные номера. Однако в последние десятилетия, в связи с уплотнением нумерации в ходе реконструкции бывших промышленных зон, здесь появилось и немало чётных номеров.
- Дом № 3 — здание Латвийской Национальной библиотеки.
- Дом № 17 — деревянный доходный дом садовода Яниса Туппе с магазинами (1911-1912, архитектор Я. Алкснис).
- Дом № 29 — бывший Дом культуры Рижского радиозавода (1958).
- Дом № 33 — деревянный доходный дом (1913, архитектор П. Кампе).
- Дом № 41 — корпуса бывшего завода «Radiotehnika» (размещался здесь c 1938 по 1973 год).
- Дом № 71 — торговый центр «Rīga Plaza» (2007-2009, архитектор Андрис Кронбергс, архитектурная студия ARHIS).
- На набережной у Железнодорожного моста в 2002 году установлен памятный знак в честь победы над армией Бермондта (1919).

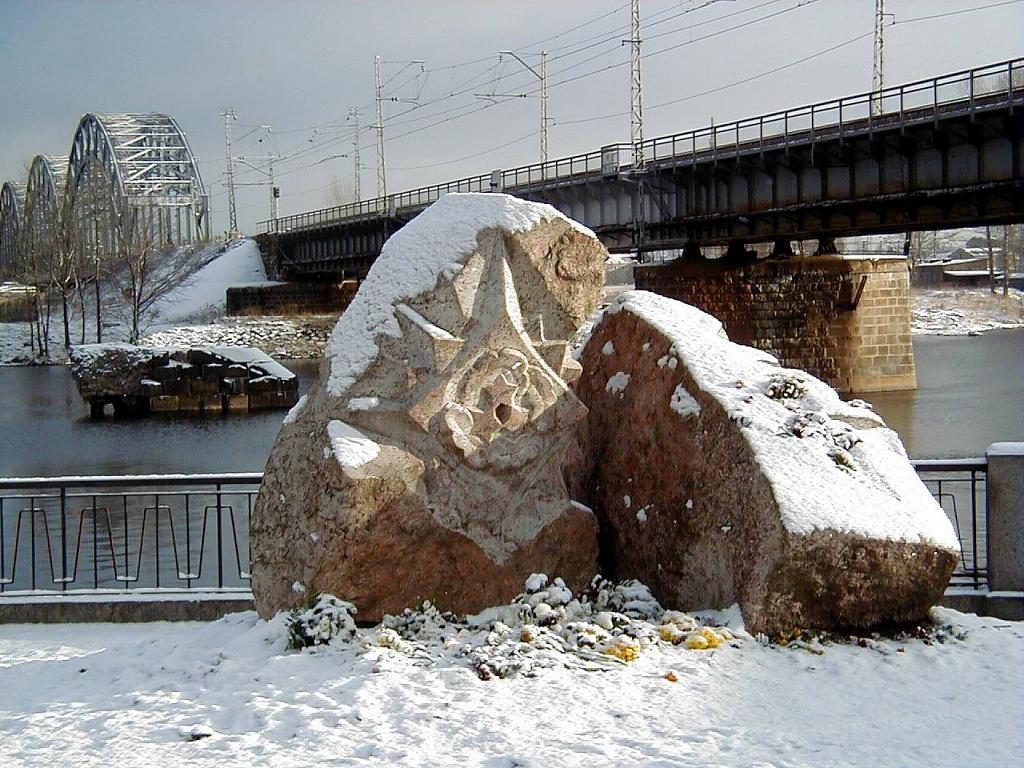
Памятный знак в честь победы над войсками Бермондта
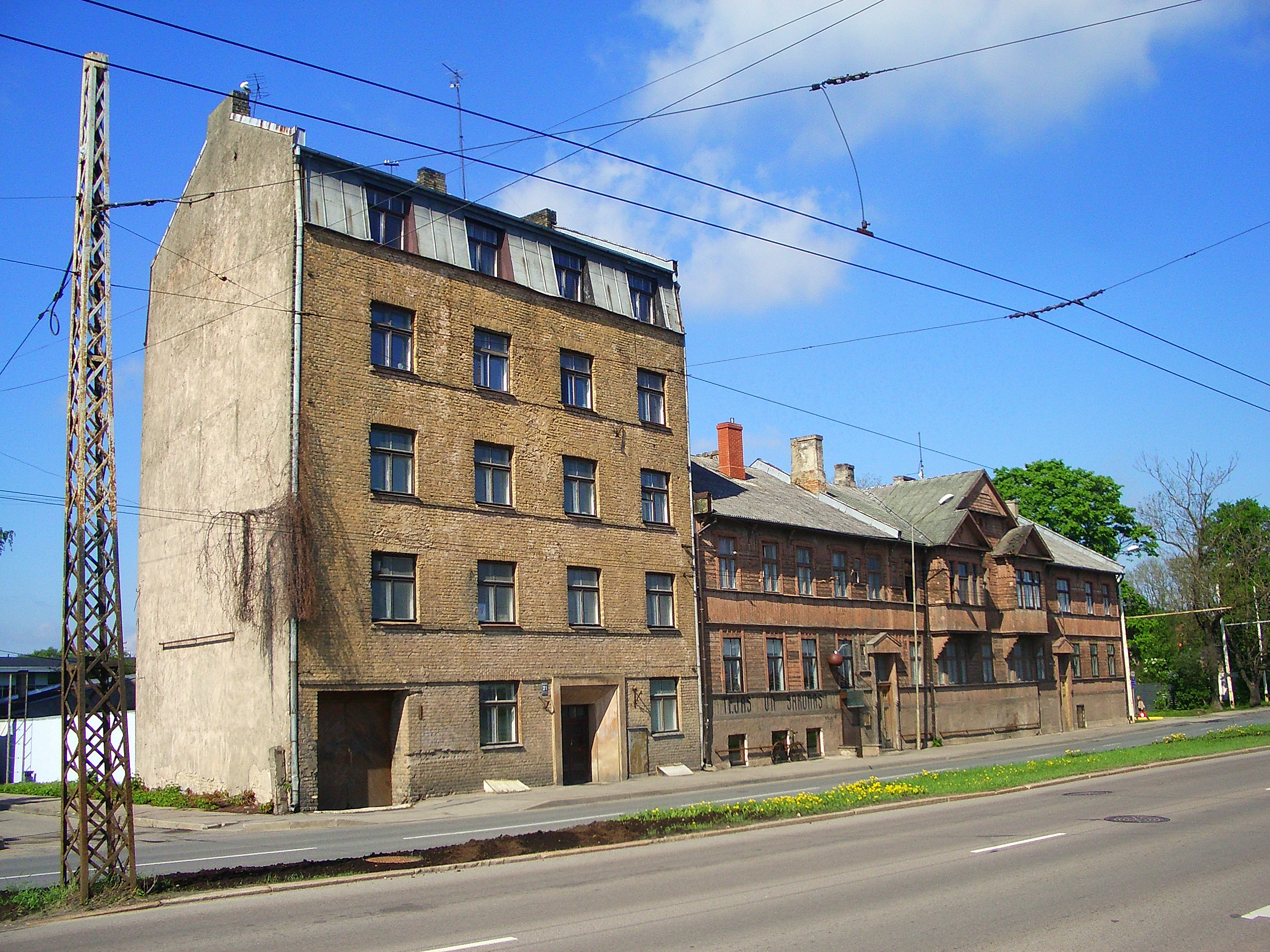
Дома № 21 и 17
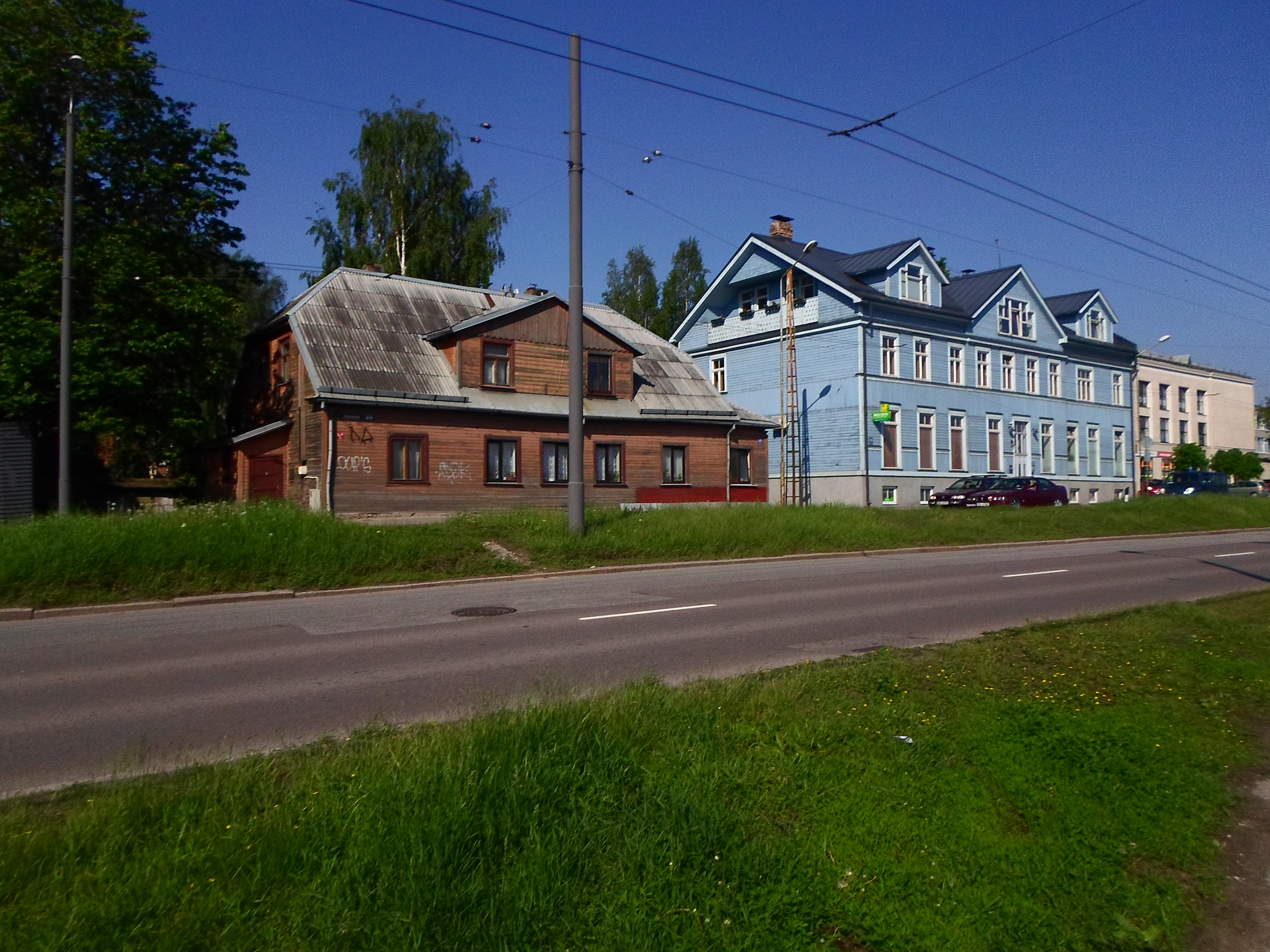
Дома № 35 и 33
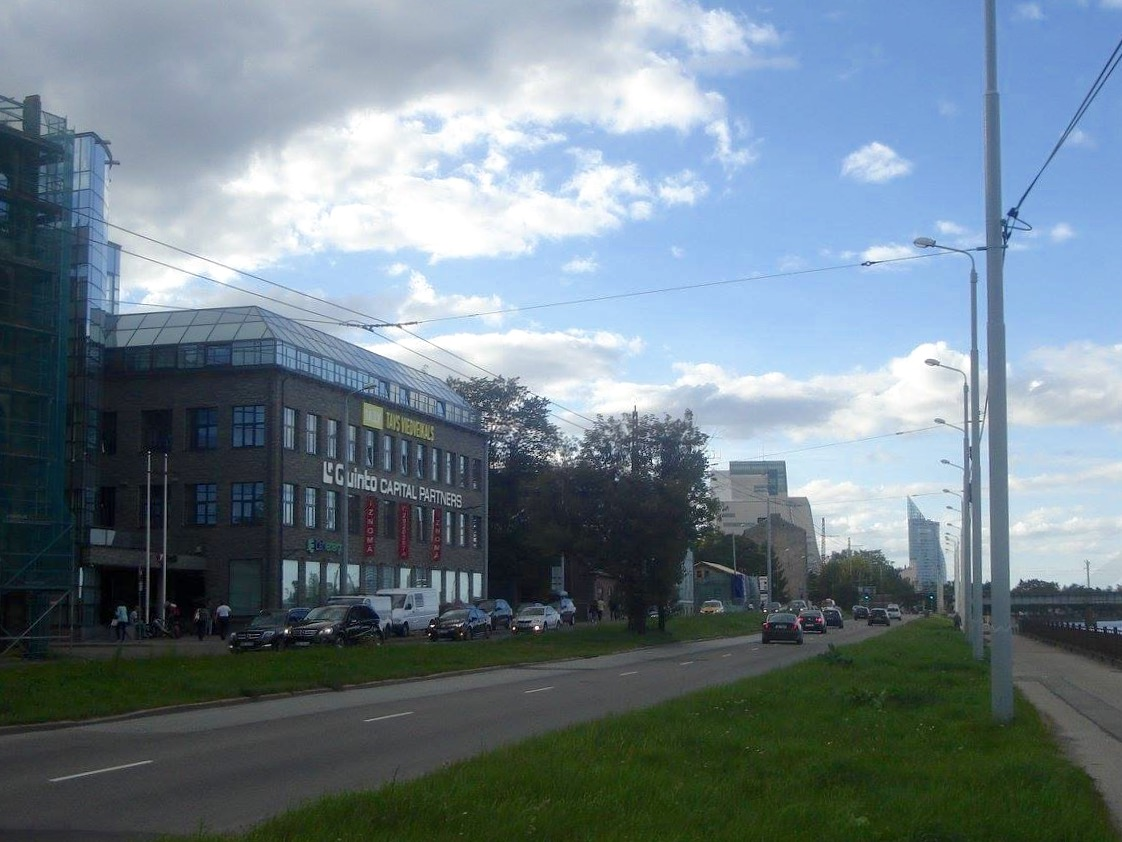
Вид улицы от дома № 41
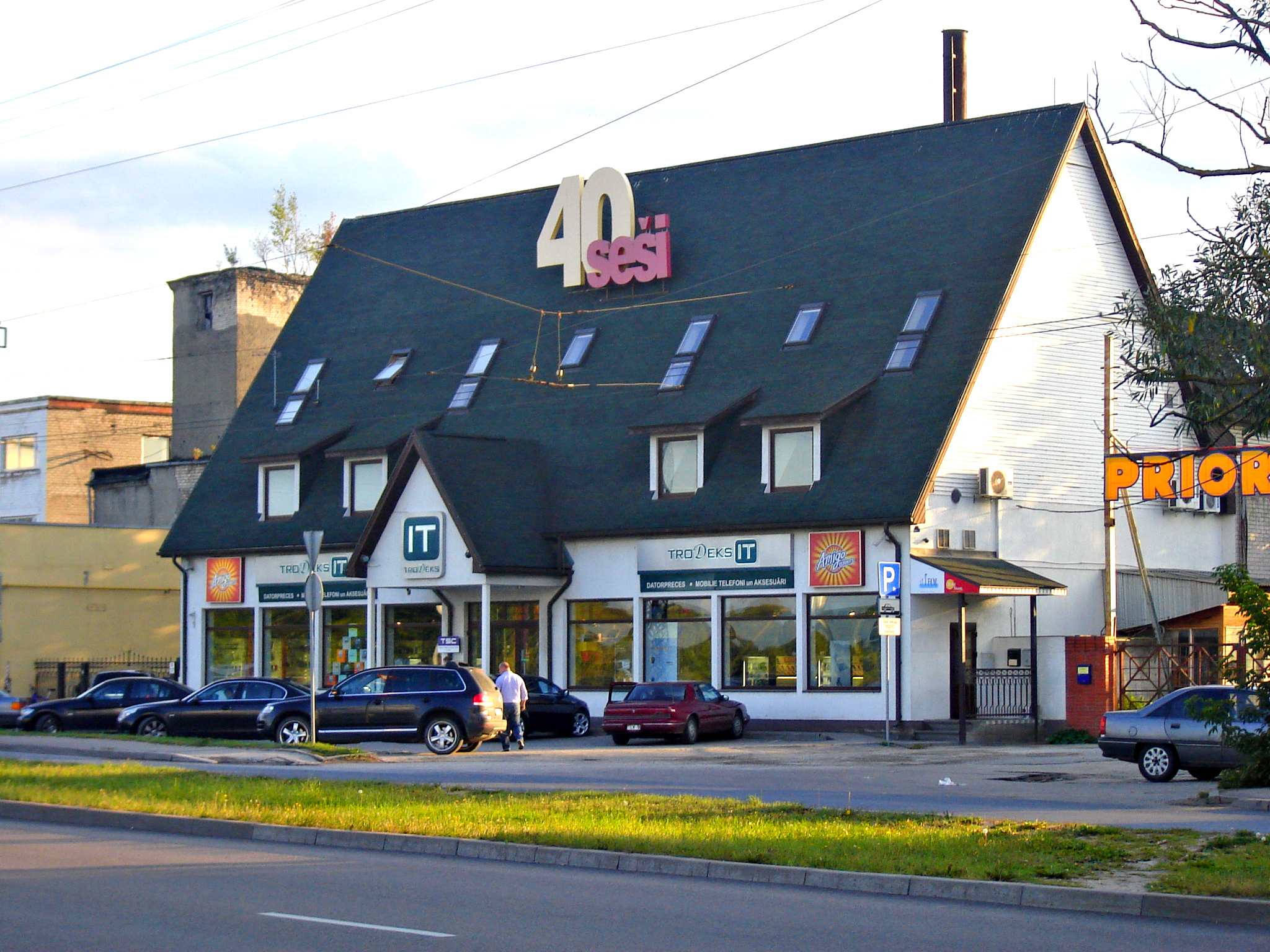
Магазин в доме № 46
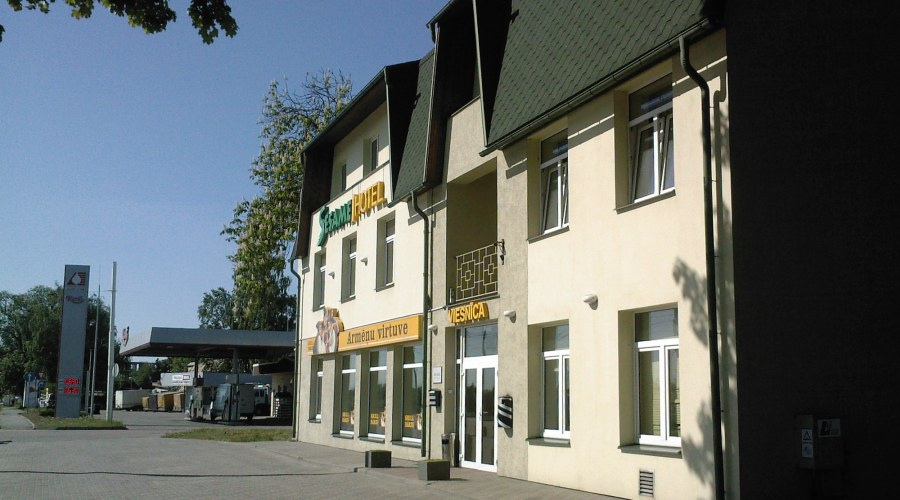
Гостиница в доме № 56
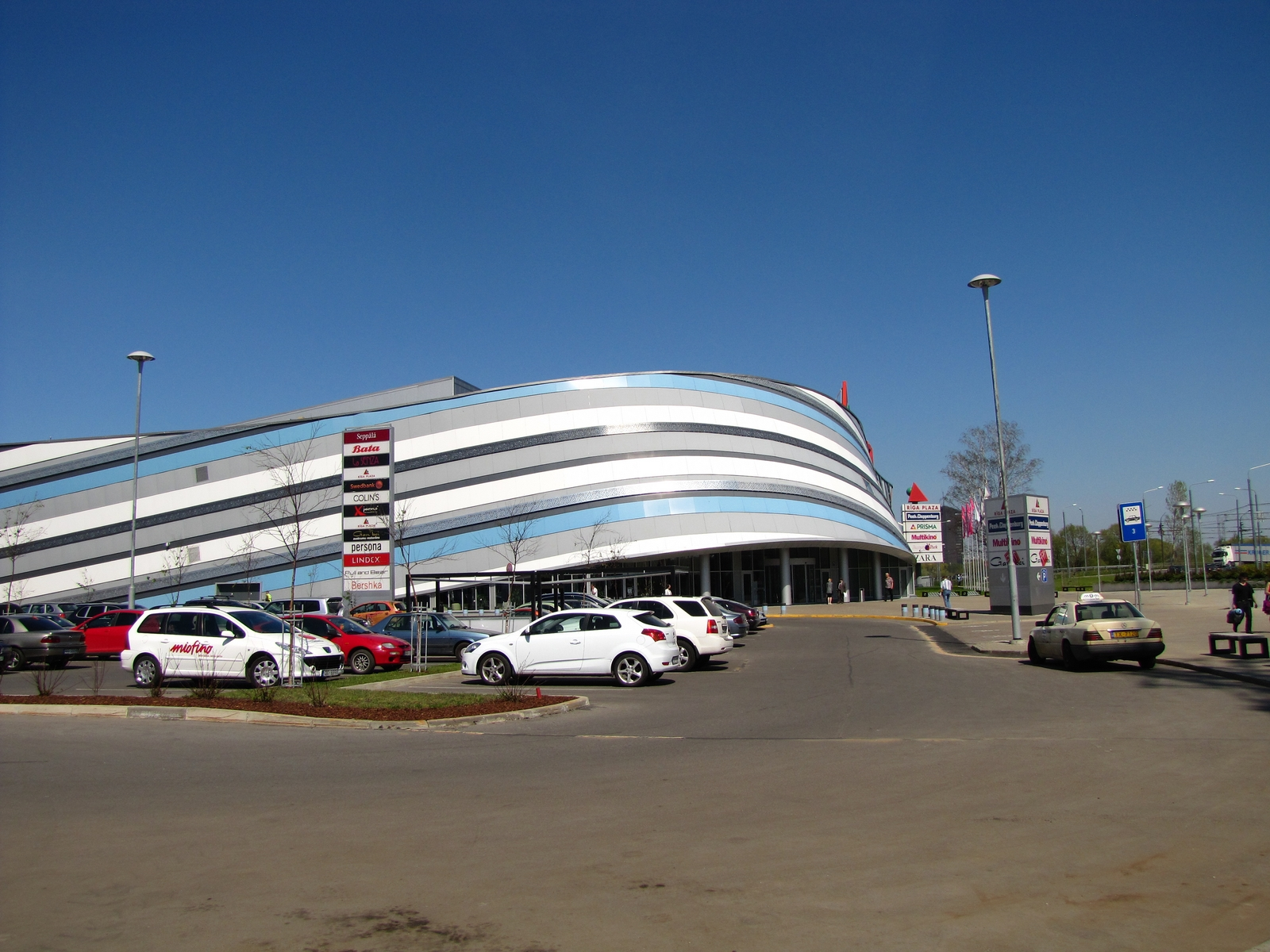
Торговый центр «Rīga Plaza»
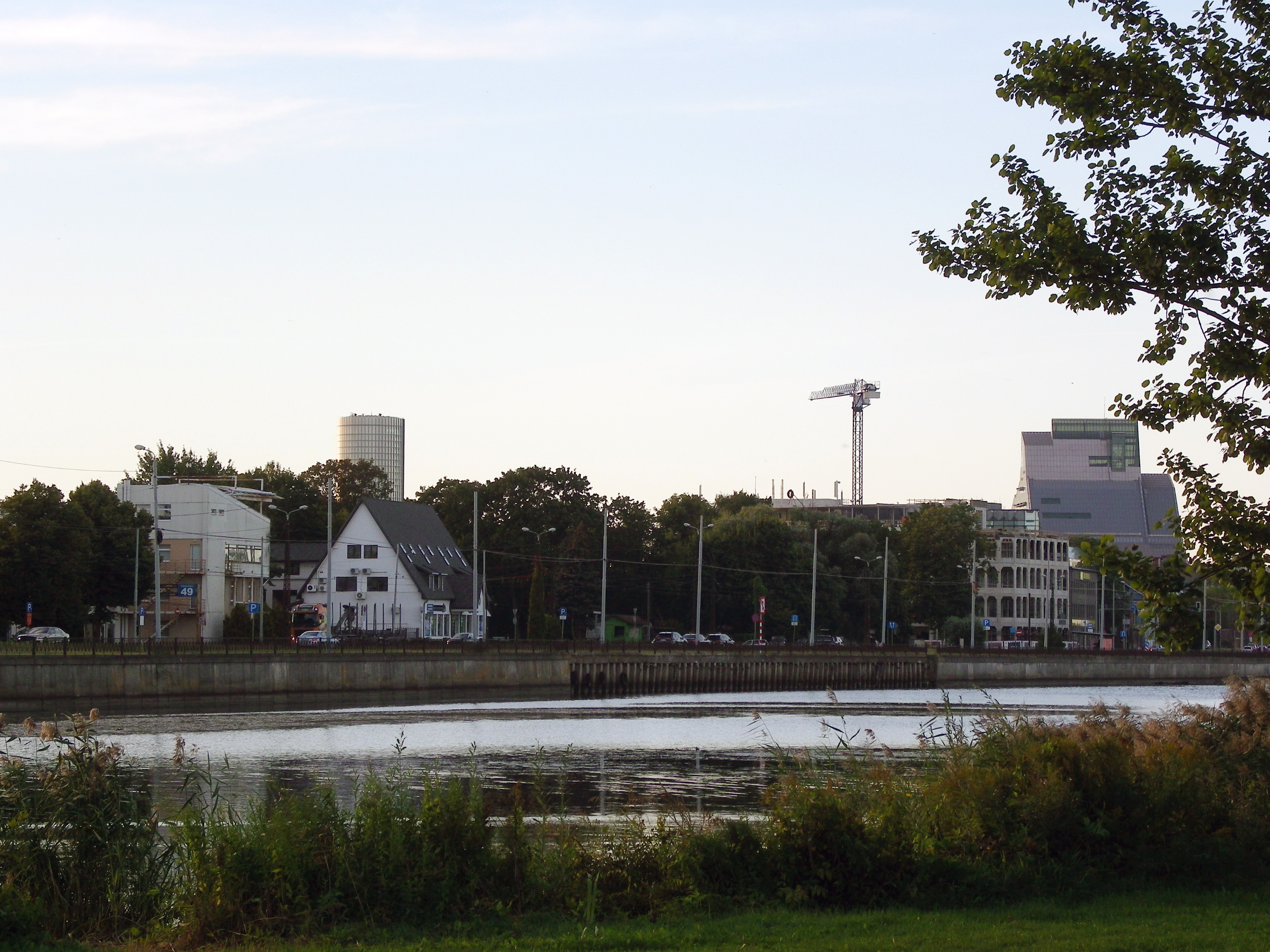
Вид на ул. Мукусалас от Луцавсалы

## Прилегающие улицы
Улица Мукусалас пересекается со следующими улицами:
- бульвар Узварас
- улица Кугю
- улица Акменю
- улица Делю
- улица Лайву
- улица Буру
- улица Биекенсалас
- Карля Улманя гатве
- улица Луцавсалас
- улица Скайсткалнес
- улица Антенас
- улица Баускас